# Copernic (entreprise)
Pour les articles homonymes, voir Copernic (homonymie).
Copernic est une société québécoise basée à Québec, au Canada, qui conçoit et commercialise des logiciels spécialisés dans la recherche d’informations. Son logiciel le plus connu, Copernic Agent, est un métamoteur de recherche.
Elle propose également un logiciel, Copernic Desktop Search, qui permet de facilement retrouver les fichiers stockés dans un ordinateur.

## Historique
Le 22 décembre 2005, Mamma.com complète l’acquisition de Copernic Technologies Inc., une compagnie fondée en 1996 à Québec et qui conçoit un logiciel de recherche Copernic Desktop Search (en). Mamma.com a déboursé 15,9 millions $ et 2,38 millions $ en actions.
Le 8 juin 2007, Mamma.com devient Copernic Inc. Ce changement de nom vient avec un nouveau symbole pour l’action NASDAQ : CNIC.
Le 17 novembre 2008, la SEC (Securities and Exchange Commission) dépose une poursuite pour une délit d’initié contre le milliardaire Mark Cuban. Le délit aurait eu lieu en juin 2004 sur le titre de Mamma.com.
Le 4 novembre 2010, Copernic se joint à la famille N. Harris Computer Corporation.